# Sibila Sormella
Sibila Sormella (Catania, c. 1273-¿?) fue una noble siciliana y amante del rey Federico II de Sicilia.

## Origen
Era hija de Siro di Solimella e Ilagio di Santa Sofia, hija de Riccardo di Santa Sofia y descendiente de Federico II Hohenstaufen.

## Biografía
No se sabe cuándo Sibila conoció a Federico, tercer hijo del rey Pedro III de Aragón y Constanza de Sicilia. Federico había ido a Sicilia siguiendo a su padre en 1283, durante la conquista aragonesa de Sicilia, y luego permaneció junto a su madre, Constanza, cuando ella quedó en Sicilia como regente.
Sin embargo, se sabe con certeza la relación entre Sibila y Federico, cuando este último regresó a Sicilia como regente en representación de su hermano, Jaime II de Aragón, en el verano de 1291.
La relación entre Sibila y Federico duró varios años y continuó incluso después, el 11 de diciembre de 1295, en Palermo, Federico fue proclamado señor de Sicilia, y el parlamento siciliano reunido en Castello Ursino en Catania, el 15 de enero de 1296, lo reconoció como rey.
Posiblemente la pareja duró hasta el verano de 1302, cuando la guerra de las Vísperas sicilianas terminó con la paz de Caltabellotta, el 31 de agosto de 1302, y Federico aceptó casarse con Leonor de Anjou, hija de Carlos II de Anjou y María de Hungría.
Se desconoce la fecha del fallecimiento de Sibila, sin embargo, los tres hijos que tuvo con Federico II recibieron un título nobiliario y sus dos hijas tuvieron matrimonios dignos.

## Descendencia
De su relación con Federico II tuvo al menos cinco hijos:
- Alfonso (1294-1335/1339), señor de Salona, conde de Gozo y Malta. Fue regente de los ducados de Atenas y Neopatria.
- Orlando (o Rolando) (1296-1361), barón de Avola.
- Isabel (1297-1341), se casó primero con el conde Ponce VI de Ampurias y luego con Ramón de Peralta, conde de Caltabellota.
- Leonor (c. 1298), se casó con el conde Giovanni di Chiaramonte.